# Комацу, Сакё
Сакё Комацу (яп. 小松左京 Комацу Сакё:), настоящее имя Минору Комацу (яп. 小松実 Комацу Минору) (28 января 1931, Осака — 26 июля 2011, префектура Осака) — японский писатель-фантаст.
Окончил Киотский университет, специалист по итальянской литературе. Работал редактором, журналистом, управляющим на фабрике.
Первой научно-фантастической публикацией Сакё Комацу стала повесть «Мир — Земле» (яп. «地には平和を» Ти нива хэйва о,  1961, русский пер. 1967). По мнению литературного критика Евгения Харитонова, впоследствии Комацу стал создавать «добротно выполненные, но откровенно коммерческие бестселлеры». При этом в своих произведениях автор умело сочетал «беспроигрышную сюжетность с проблемностью и социальной заострённостью, изящным стилем». Правда, от романа к роману их персонажи утрачивали свою психологическую целостность и всё чаще стали напоминать однообразные функции.
Ряд романов Комацу, в том числе «Гибель Дракона» (1973), «Вирус» (1980) и «Прощай, Юпитер» (1982), экранизированы.

### Романы
| №  | Год  | Название                                  | Оригинальное название                             | Примечания |
| -- | ---- | ----------------------------------------- | ------------------------------------------------- | ---------- |
| 1  | 1964 | Японские апачи                            | 日本アパッチ族 Nihon apatchizoku                  | [ 7 ]      |
| 2  | 1964 | День возрождения                          | 復活の日 Fukkatsu no hi                           | [ 8 ]      |
| 3  | 1964 | Обнаружение                               | エスパイ Esupai                                   | [ 9 ]      |
| 4  | 1965 | Похитители завтрашнего дня                | 明日泥棒 Asu dorobō                               | [ 10 ]     |
| 5  | 1965 | К пределу нескончаемым потоком            | 果しなき流れの果に Hateshinaki nagare no hate ni  | [ 11 ]     |
| 6  | 1966 | Японские записки Гоемона                  | ゴエモンのニッポン日記 Goemon no Nippon nikki     | [ 12 ]     |
| 7  | 1967 | Тень невидимки                            | 見えないものの影 Mienai mono no kage              | [ 13 ]     |
| 8  | 1968 | Кто заменит человечество?                 | 継ぐのは誰か? Tsugu no wa dare ka?                | [ 14 ]     |
| 9  | 1968 | Неизвестное завтра                        | 見知らぬ明日 Mishiranu ashita                     | [ 15 ]     |
| 10 | 1968 | Летающий город 008: История города Аозора | 空中都市008 Kūchū toshi 008                       | [ 16 ]     |
| 11 | 1970 | Приключения в голубом космосе             | 青い世界の冒険 Aoi sekai no bōken                 | [ 17 ]     |
| 12 | 1973 | Гибель Дракона                            | 日本沈没 Nihon chinbotsu                          | [ 18 ]     |
| 13 | 1976 | Kochira Nippon                            | こちらニッポン… Kochira Nippon…                   | [ 19 ]     |
| 14 | 1976 | Jikū dōchū hizakurige                     | 時空道中膝栗毛 Jikū dōchū hizakurige              | [ 20 ]     |
| 15 | 1976 | Daimitei                                  | 題未定 Daimitei                                   | [ 21 ]     |
| 16 | 1977 | Sora kara ochitekita rekishi              | 空から墜ちてきた歴史 Sora kara ochitekita rekishi | [ 22 ]     |
| 17 | 1980 | Прощай, Юпитер                            | さよならジュピター Sayonara Jupitā                | [ 23 ]     |
| 18 | 1983 | Изчезновение столицы                      | 首都消失 Shuto shōshitsu                          | [ 24 ]     |
| 19 | 1986 | Kyomu kairō                               | 虚無回廊 Kyomu kairō                              | [ 25 ]     |
| 20 | 1987 | Toki ya sora chikyū michiyuki             | 時也空地球道行 Toki ya sora chikyū michiyuki      | [ 26 ]     |

### Повести и рассказы
- Бумага или волосы?
- Вызов высоте
- Голова быка
- День луны
- Канун банкротства
- Когда вам грустно…
- Копают
- Мир — Земле
- Покинутые
- Праздник цветов
- Проект закона о взятках
- Сказка
- Смерть Бикуни // Библиотека современной фантастики, т. 21, «Молодая гвардия», 1971
- Уничтожение чудовищ
- Цветы из дыма
- Чёрная эмблема сакуры // Библиотека современной фантастики, т. 5, «Молодая гвардия»
- Повестка о мобилизации, сборник «Продаётся Япония». ЗФ. М, «Мир», 1969
- Да здравствуют предки
- Новый товар
- Развоплощения
- Камагасаки, 2013…
- Продаётся Япония
- Теперь, так сказать, свои…